# Peggy March
Peggy March (roz. Margaret Annemarie Battavio, 8. března 1948 Lansdale, Pensylvánie) je americká zpěvačka pop music. Známou se stala v roce 1963 díky milionu prodaných desek s písní: I Will Follow Him (česky: Budu ho následovat). Ačkoli je někdy připomínána jako zpěvačka jediného úspěšného hitu, pokračovala ve své pěvecké kariéře v Evropě až do sedmdesátých let 20. století.

## Kariéra
Ve svých čtrnácti letech roce 1962 natočila první singl Little Me / Pagan Love Song a právě píseň Little Me a tehdy opravdu drobná postava jí vysloužily přezdívku Little Peggy March, kde March připomíná měsíc březen, kdy se narodila. Přezdívku Little Peggy March používala ještě v letech 1963 a 1964. Pak se již držela uměleckého jména Peggy March. V lednu 1963 natočila píseň I Will Follow Him, což byla anglická coververze francouzské písně Chariot, kterou rok před tím natočila Petula Clark. Tato píseň se pak stala v dubnu jedničkou na americké hitparádě. Finanční prospěch z tohoto úspěchu ale neměla. Protože byla nezletilá, spravoval její honoráře její tehdejší manažer Russell Smith a to tak, že jí v roce 1966 zůstalo 500 dolarů.
Do roku 1964 měla Peggy March celkem pět hitů, které se dostaly do Hot 100 v americké hitparádě. Od roku 1963 nahrávala také singly v italštině a od roku 1964 také v němčině. A byly to právě písně v němčině, kterými se prosadila v Evropě. V roce 1965 se zúčastnila písňového festivalu v Baden-Badenu, kde zvítězila s písní Mit 17 hat man noch Träume. Její úspěchy v Německu zapříčinily, že se v roce 1969 přestěhovala do Mnichova, kde žila 12 let. V Německu se dvakrát (1969 a 1975) zúčastnila kvalifikačního předkola Velké ceny Eurovize a pokaždé se umístila na druhém místě. Podnikla také turné po tehdejší NDR a vystoupila na festivalu v Sopotech.

## Osobní život
Peggy March dokončila střední školu „Lansdale Catholic High School“ v roce 1966. 19. května 1968 se provdala za svého druhého manažera Arnolda „Arnie“ Harrise. Od roku 1969 žili spolu v Mnichově, kde se jim v roce 1974 narodila dcera Sande. Aby Sande mohla navštěvovat školu v Americe, přestěhovali se v roce 1981 do USA a od roku 1999 žili na Floridě. Peggy často zajíždí do Evropy vystupovat i natáčet a to i poté, co jí v roce 2013 zemřel manžel.